# Klapperichella
Klapperichella is een geslacht van kevers uit de familie van de loopkevers (Carabidae). De wetenschappelijke naam van het geslacht is voor het eerst geldig gepubliceerd in 1956 door Jedlicka.

## Soorten
Het geslacht Klapperichella omvat de volgende soorten:
- Klapperichella afganistana Jedlicka, 1956
- Klapperichella melanoxantha Kryzhanovskij, 1994